# 明尼亞波利斯富國銀行廣場
富國銀行廣場（Wells Fargo Bank Plaza，前稱西北銀行中心（Norwest Center）），位於美國明尼亞波利斯。建於1988年，是一座樓高54層、235.6米（774英尺）的摩天大樓。是富國銀行總部之一，亦是明尼亞波利斯第三高樓。
大廈所在地就是前西北國家銀行大廈（Northwestern National Bank Building），樓高16層，而該大廈業權者是西北國家銀行（其後改名為西北銀行），1982年11月25日至26日感恩節期間，該大廈發生大火，大廈被嚴重破壞，需要拆卸及重建。1986年，西北國家銀行在原址興建新大廈，並於1988年落成。1998年，西北銀行收購舊富國銀行，並改名為富國銀行，大廈亦改名為富國銀行廣場。

## 外部連結
- 官方網站 （页面存档备份，存于）
- 明尼亞波利斯富國銀行廣場 - Emporis （页面存档备份，存于）
- 明尼亞波利斯富國銀行廣場 - Glass and Steel and Stone （页面存档备份，存于）